# Denis Lynch

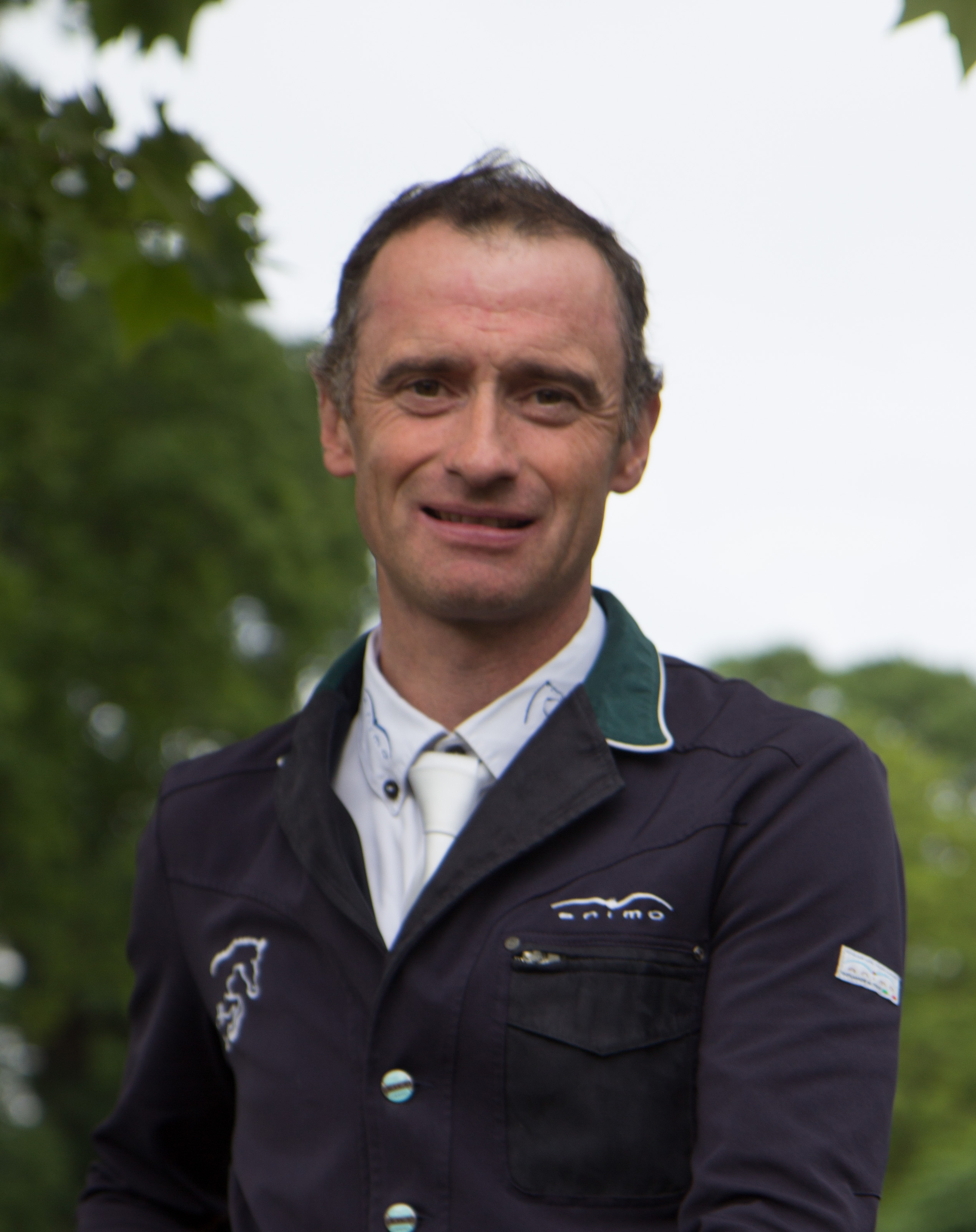
Denis Lynch, 2018

Denis Lynch (* 3. Mai 1976 in County Tipperary) ist ein irischer Springreiter.

## Werdegang

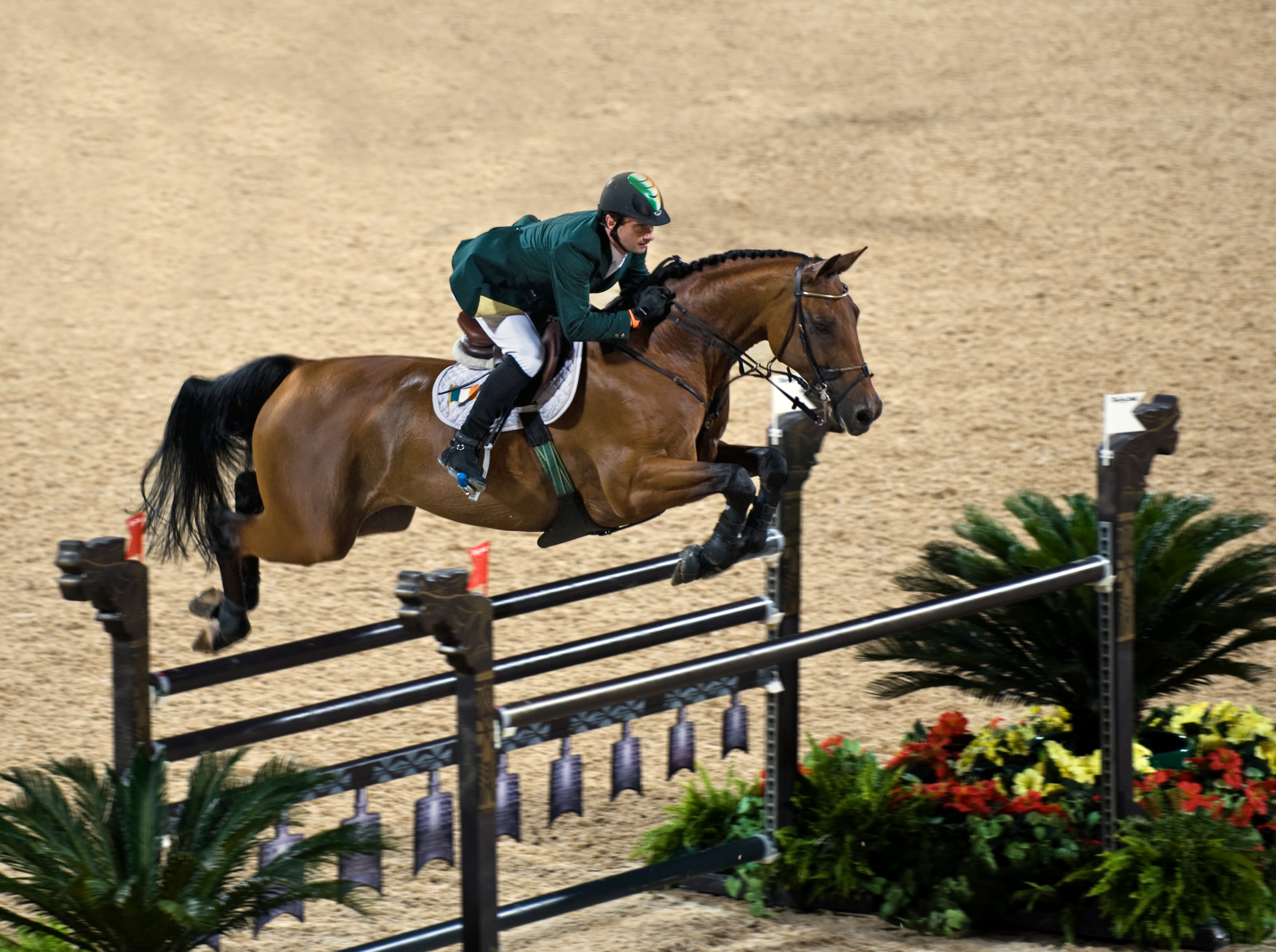
Denis Lynch mit Lantinus bei den Olympischen Spielen 2008 in Hong Kong

Lynch bekam das Reiten im Alter von 12 Jahren von seinem Großvater, einem Trainer von Vollblutpferden, beigebracht. Für diesen ritt er Hindernisrennen, bis er mit 18 Jahren zu groß hierfür wurde.
Zunächst arbeitete er in der Nähe Londons als Pferdepfleger. Hier wurde er von Peter Weinberg entdeckt, in dessen Stall er 1994 wechselte. Hier, in Deutschland, ritt er erstmals Springprüfungen. Seinen ersten internationalen Sieg schaffte er im Jahre 2000, als er den Großen Preis beim CSI in Mauren (Liechtenstein) gewann. Von 2002 bis 2004 ritt Lynch die Pferde der Familie Straumann aus der Schweiz, von denen er auch weiterhin Pferde zur Verfügung gestellt bekommt. Er trainiert zudem die 1992 geborene Flaminia Straumann, die inzwischen auch in internationalen Springprüfungen startet.
Seit 2004 ist er selbständig und betrieb bis 2013 auf der Anlage der Familie Kemper in Münster seinen eigenen Ausbildungs- und Turnierstall. Nach der Trennung von seiner Frau verließ er die Anlage und ist inzwischen in Eschweiler ansässig, wo er seine Pferde auf der Anlage von Helena Stormanns stehen hat.
Nach Unstimmigkeiten zwischen Lynch und dem irischen Pferdesportverband (Horse Sport Ireland) teilte Lynch mit, 2011 nicht für das irische Team zu starten. Diese Unstimmigkeiten wurden nach Gesprächen im Februar / März 2011 ausgeräumt.
In den folgenden Jahren war Lynch als einer der erfolgreichsten irischen Springreiter mehrfach Teil irischer Nationenpreis- und Championatsmannschaften. Bei den Europameisterschaften 2017 war er Teil der siegreichen irischen Equipe, im Einzel kam er mit All Star auf den zehnten Rang.
Lynch war verheiratet und hat eine Tochter. Im November 2016 heiratete er erneut, seine jetzige Ehefrau ist die australische Springreiterin Julia Hargreaves.

### Unerlaubte Medikation
2008 nahm er mit Lantinus für Irland an den Reitsportwettbewerben im Rahmen der Olympischen Sommerspiele in Hongkong teil. Lynchs Pferd Lantinus wurde jedoch positiv auf Capsaicin getestet. Da zum Zeitpunkt der Olympischen Reiterspielen 2008 Capsaicin je nach Anwendungsbereich als unerlaubte Medikation oder als Doping eingestuft war, musste geklärt werden, um welchen Tatbestand es sich im Fall Lynch handelte. Das FEI-Tribunal konnte keinen Doping-Tatbestand beweisen und verurteilte Lynch zu einer dreimonatigen Sperre aufgrund unerlaubter Medikation. Das im Vergleich zu den Fällen Ahlmann, Alves, Hansen und Pessoa mildere Urteil wurde damit begründet, dass Lynch die Salbe Equi-Block, deren Einsatz die positive Probe verursachte, bereits in einer Pressekonferenz in Hongkong präsentierte und deren Verwendung – am Pferderücken, und nicht an den Beinen zur Hypersensibilisierung – erläuterte. Er erklärte dort zudem, das Mittel schon seit Jahren immer mal wieder einzusetzen.

### Thermografie-Untersuchungen
Lynchs Pferd Lord Luis wurde beim CHIO Aachen 2011 wegen einer Überempfindlichkeit am Pferdebein als not fit to compete vom Wettbewerb disqualifiziert, einige Monate später beim Global Champions Tour-Turnier in Rio de Janeiro wurde sein Pferd All Inclusive NRW vom Wettbewerb ausgeschlossen. Beim CHIO Aachen (2012), bekam Lynch erneut Probleme: Bei seinem Pferd Lantinus wurde bei einer Thermografieuntersuchung der Beine festgestellt, dass sich die im Thermografiebild hellleuchtenden sensiblen Bereiche am linken Vorderbein und an den Hinterbeinen sich im Vergleich zu einer vorhergehenden Untersuchung vergrößert hatten, nachdem Lantinus geritten worden war. Damit wurde Lantinus als hypersensitiv angesehen und daraufhin von den FEI-Tierärzten disqualifiziert.
Lynch betonte in einer Pressemitteilung, dass zu keinem Zeitpunkt gefolgert wurde, dass die Überempfindlichkeit irgendetwas anderes als ein natürliches Ereignis sei. Dennoch gab der irische Pferdesportverband nach dem CHIO bekannt, dass er Lynchs Nominierung als Einzelstarter mit Lantinus bei den Olympischen Spielen 2012 zurückziehe. Der irische Nationaltrainer Springreiten solle ein anderes Pferd-Reiter-Paar als Starter benennen.

## Pferde

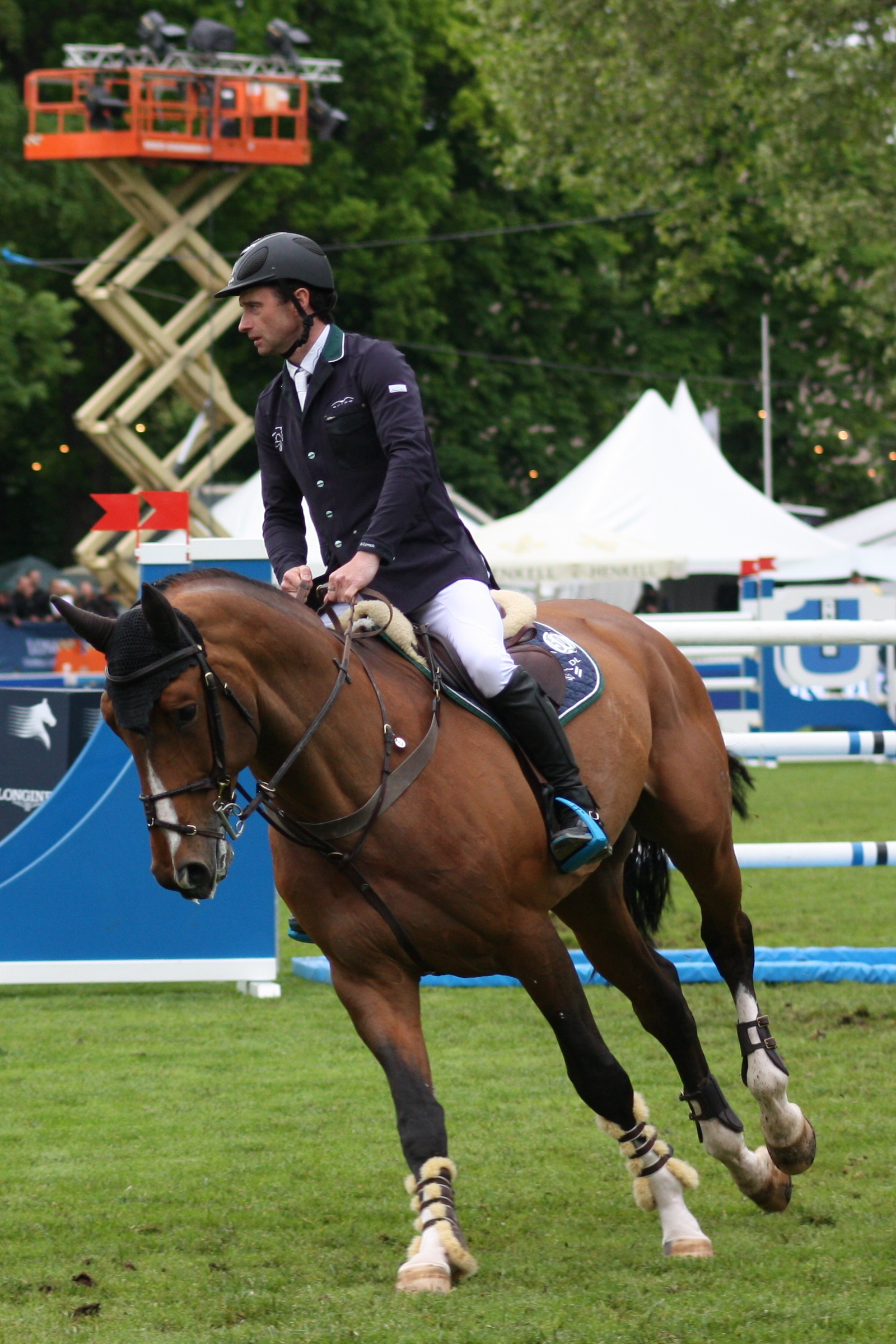
Denis Lynch mit All Star beim CSI 5* Springen auf dem Internationalen Pfingstturnier Wiesbaden

### Aktuelle Turnierpferde
- Shougun STS (* 2018), dunkelbrauner BWP-Hengst, Vater: Comme il faut NRW, Muttervater: Diamant de Semilly
- Anchorman 5 (* 2018), Oldenburger Springpferd Rapphengst, Vater: Andiamo Semilly, Muttervater: Corsari van de Helle
- Cornets Iberio (* 2012), Hannoveraner Schimmelhengst, Vater: Cornet Obolensky, Muttervater: Iberio
- Chicago (* 2016), Holsteiner Schimmelhengst, Vater: Cascadello, Muttervater: Corrado I
- Katja (* 2015), KWPN-Fuchsstute, Vater: Etoulon VDL, Muttervater: Tangelo van de Zuuthoeve
- Brooklyn Heights (* 2009), BWP-Fuchswallach, Vater: Nabab de Rêve, Muttervater: For Pleasure
- Vistogrand (* 2013), brauner AES-Hengst, Vater: Fantaland, Muttervater: Mr. Visto
- Cordial (* 2009), brauner Holsteiner Hengst, Vater: Casall Ask, Muttervater: Chicago Z
- King Blue (* 2015), brauner KWPN-Hengst, Vater: Dallas VDL Z, Muttervater: Chacco-Blue
- Mr Boombastic (* 2014), brauner Selle Français-Hengst, Vater: Vigo Cécé, Muttervater: Sable Rose

### Ehemalige Turnierpferde
- Lantinus 3 (* 1998), brauner Hannoveraner Wallach, Vater: Landkönig, Muttervater: Argentinus; bis August 2007 von Grégory Wathelet geritten, zuletzt 2014 im internationalen Sport eingesetzt[2]
- Lacroix 9 (* 1995), brauner Holsteiner-Wallach, Vater: Lacros, Muttervater: Caletto I; bis März 2010 von Robert Whitaker geritten, zuletzt 2011 im internationalen Sport eingesetzt[13]
- Upsilon d’Ocquier (* 1997), brauner belgischer Warmblut-Wallach, Vater: Landetto, Muttervater: Romeo; bis Mai 2007 von Daniel Deußer geritten, zuletzt 2014 im internationalen Sport eingesetzt[14]
- Nabab’s Son (* 1998), brauner Zangersheider Wallach, Vater: Nabab de Reve, Muttervater: Kebah; bis Ende 2007 von Ludger Beerbaum und Marco Kutscher geritten, zuletzt 2011 im internationalen Sport eingesetzt[3]
- All Inclusive NRW (* 1999), brauner Westfalen-Wallach, Vater: Arpeggio, Muttervater: Phantom; Olympiapferd 2008 von Ludger Beerbaum, im März 2009 an die Sponsoren von Denis Lynch verkauft, zuletzt 2014 im internationalen Sport eingesetzt[15]
- Abbervail van het Dingeshof (* 2000), brauner Belgischer Warmblut-Wallach, Vater: Nonstop, Muttervater: Jus de Pommes; zuletzt 2016 im internationalen Sport eingesetzt[16]
- All Star 5 (* 2003), brauner Hannoveraner Hengst, Vater: Argentinus, Muttervater: Almé Z[17], zuletzt im Juni 2018 im internationalen Sport eingesetzt
- RMF Echo (* 2004, vormaliger Name: Echo de Laubry), Belgischer Fuchswallach, Vater: Virus de Laubry, Muttervater: Feo; bis August 2015 von Royne Zetterman geritten, anschließend bis Herbst 2016 von Emma O’Dwyer geritten[18], zuletzt im Dezember 2019 von William Whitaker im internationalen Sport eingesetzt

## Erfolge

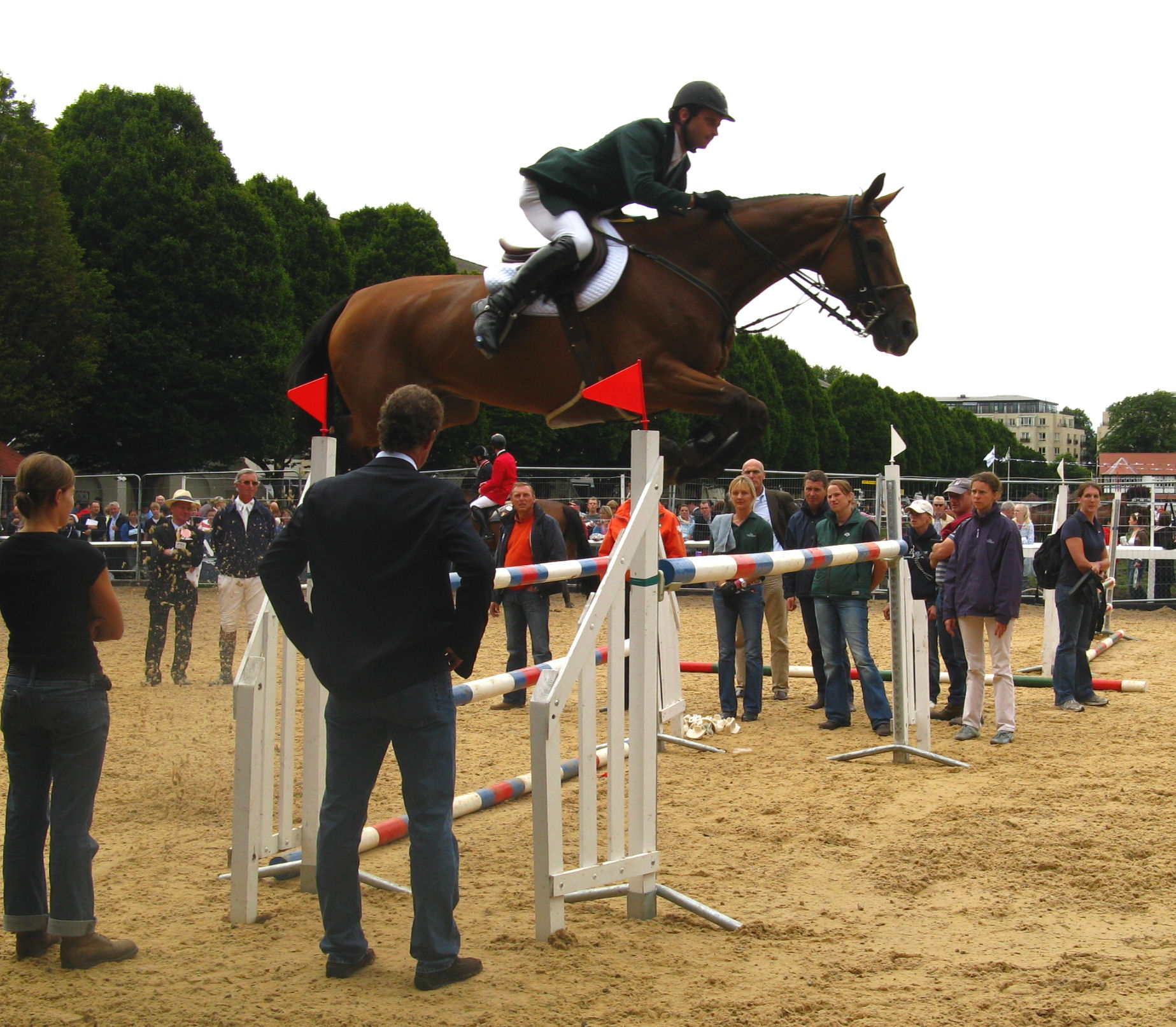
Denis Lynch mit Nabab's Son, 2008

Im Mai 2011 erreichte er in der Springreiter-Weltrangliste der FEI Rang vier. Im September 2017 befand er sich in der Weltrangliste auf dem 27. Rang.

### Championate und Weltcup
- Olympische Spiele:
  - 2008, Hongkong: mit Lantinus / disqualifiziert
- Weltreiterspiele:
  - 2010, Lexington KY: mit Lantinus 12. Platz mit der Mannschaft und 46. Platz in der Einzelwertung
  - 2014, Caen: mit All Star 7. Platz mit der Mannschaft und 9. Platz in der Einzelwertung
- Europameisterschaften:
  - 2011, Madrid: mit Lantinus 8. Platz mit der Mannschaft und 32. Platz in der Einzelwertung[21]
  - 2015, Aachen: mit All Star 7. Platz mit der Mannschaft und 17. Platz in der Einzelwertung
  - 2017, Göteborg: mit All Star 1. Platz mit der Mannschaft und 10. Platz in der Einzelwertung
- Weltcupfinale:
  - 2012, ’s-Hertogenbosch: 11. Platz mit Abbervail van het Dingeshof
  - 2013, Göteborg: 14. Platz mit All Star
  - 2016, Göteborg: 5. Platz mit All Star
  - 2017, Omaha: 17. Platz mit All Star

### Weitere Erfolge
- 2005: 2. Platz mit Schneesturm im STAWAG-Preis beim CHIO Aachen (CSIO 5*)
- 2007: 3. Platz mit Upsilon d’Ocquier im Großen Preis der Bremer Wirtschaft (Championat von Bremen) bei den Euroclassics Bremen (CSI 4*), 1. Platz mit Lantinus im Großen Preis von Dresden (CSI 3*)
- 2008: 1. Platz mit Lantinus im Großen Preis von Doha (CSI 5*, GCT-Wertungsprüfung), 1. Platz mit Lantinus im Championat von Hamburg (CSI 5*, Prüfung im Rahmen des Deutschen Springderbys), 1. Platz mit Lantinus im Großen Preis von La Baule (CSIO 5*), 1. Platz mit Lantinus im Großen Preis von Rom (CSIO 5*), 2. Platz mit Upsilon d’Ocquier im Großen Jagdspringen beim Nationenpreisturnieres in St. Gallen (CSIO 5*), 3. Platz mit Nabab’s Son im Großen Preis von London-Olympia (CSI 5*-W)
- 2009: 1. Platz mit Lantinus im Großen Preis von Aachen (CSIO 5*), 3. Platz mit Tarpan im Großen Preis von Kiel (CSI 4*), 2. Platz mit All Inclusive im Großen Preis von Paris (CSI 5*)
- 2010:
  - Große Preise: 3. Platz mit Abbervail van het Dingeshof in Braunschweig (CSI 4*), 1. Platz mit Abbervail van het Dingeshof in Wiesbaden (CSI 4*), 2. Platz mit Lantinus in Balve (CSI 4*), 2. Platz mit Lantinus in Valkenswaard (CSI 5*), 2. Platz mit All Inclusive in Rio de Janeiro (CSI 5*), 3. Platz mit Abbervail van het Dingeshof in München (CSI 4*), 2. Platz mit Lantinus in Frankfurt am Main (CSI 4*)
  - Nationenpreise: 1. Platz mit Abbervail van het Dingeshof in Lummen (CSIO 5*), 1. Platz mit Lantinus in Aachen (CSIO 5*)
  - 2. Platz mit Lantinus im Welt-Top-10-Finale in Genf (CSI 5*-W)
- 2011:
  - Große Preise: 3. Platz mit Lacroix in Münster-Halle Münsterland (CSN), 2. Platz mit Lacroix in Neumünster (CSI 3*), 1. Platz mit All Inclusive in Leipzig (CSI 3*), 3. Platz mit All Inclusive im Großen Preis von Mannheim (CSI 3*), 2. Platz mit Lantinus in Valkenswaard (CSI 5*)
  - Weltcupspringen: 1. Platz mit Abbervail van het Dingeshof in ’s-Hertogenbosch (CSI 5*-W)
  - Nationenpreise: 2. Platz mit All Inclusive in Aachen (CSIO 5*) und 2. Platz mit All Inclusive in Dublin (CSIO 5*)
- 2012:
  - Große Preise: 2. Platz mit Abbervail van het Dingeshof in Göteborg (CSI 5*-W), 3. Platz mit Abbervail van het Dingeshof in Oliva (CSI 5*), 3. Platz mit Contifex in Helsinki (CSI 5*-W), 2. Platz mit Abbervail van het Dingeshof in Paris-Villepinte (CSI 5*) und 3. Platz mit All Star in Mechelen (CSI 5*-W)
  - Nationenpreise: 3. Platz mit Lantinus in Aachen (CSIO 5*)
- 2013:
  - Große Preise: 2. Platz mit All Star in Doha (CSI 5*), 2. Platz mit Abbervail van het Dingeshof in La Coruña (CSI 5*)
  - Weltcupspringen: 2. Platz mit Abbervail van het Dingeshof in Leipzig (CSI 5*-W)
  - 3. Platz mit All Star im Nationenpreisfinale in Barcelona (CSIO 5*) als Teil der irischen Mannschaft
- 2014:
  - Große Preise: 2. Platz mit Abbervail van het Dingeshof in Braunschweig (CSI 4*), 2. Platz mit Coulisa in der 1. Woche der Z-Tour (CSI 2* Lanaken-Zangersheide), 1. Platz mit Coulisa in Nörten-Hardenberg (CSI 3*), 2. Platz mit Quote Zavaan in Kiel (CSI 3*), 1. Platz mit Querida in Lier (CSI 2*), 2. Platz mit All Star in A Coruña (CSI 4*)
  - Nationenpreise: 3. Platz mit All Star in La Baule (CSIO 5*)
- 2015: 1. Platz im Großen Preis von Braunschweig (CSI 4*) mit Abbervail van het Dingeshof, 1. Platz im Großen Preis von Barcelona (CSIO 5*) mit All Star
- 2016: 2. Platz im Weltcupspringen von Zürich (CSI 5*-W) mit All Star sowie mit der irischen Mannschaft 1. Platz im Nationenpreis von St. Gallen (CSIO 5*) mit All Star und 2. Platz im Nationenpreis von Dublin (CSIO 5*) mit All Star
- 2017: 2. Platz im Großen Preis eines CSI 3* in Eschweiler mit Echo, 2. Platz im Großen Preis von Versailles (CSI 5*) mit Echo, 2. Platz im Großen Preis eines CSI 2* in Knokke mit Corvich, 3. Platz im Großen Preis von London (CSI 5*) mit All Star, 2. Platz im Großen Preis von Dublin (CSIO 5*) mit Echo sowie mit der irischen Mannschaft 3. Platz im Nationenpreis von La Baule (CSIO 5*) mit All Star und 3. Platz im Nationenpreis von Falsterbo (CSIO 5*) mit All Star

(Stand: 9. September 2017)